# لوکا ویجیانی
لوکا ویجیانی (انگلیسی: Luca Vigiani؛ زادهٔ ۲۵ اوت ۱۹۷۶) بازیکن فوتبال اهل ایتالیا است.
از باشگاه‌هایی که در آن بازی کرده‌است می‌توان به باشگاه فوتبال رجینا، باشگاه فوتبال فیورنتینا، باشگاه فوتبال لودیجیانی کالچو، باشگاه فوتبال بولونیا، باشگاه فوتبال پیستویزه، و باشگاه فوتبال لیورنو اشاره کرد.
وی همچنین در تیم‌های ملی فوتبال بازی کرده‌است.